# Баскский рейд
Баскский рейд (истор. фр. Rade des Basques, англ. Basque Roads) — акватория у французского побережья Бискайского залива: собирательное название группы бухт, заливов и укрытых якорных стоянок.
Находится между островами Иль-де-Ре с севера, и Олерон с юго-запада, и включает в себя акваторию пролива Антиош и подходы к Ла Рошели, к устью Шаранты (в том числе Иль-д'Экс), где находится Рошфор, к Бруаж, и устью реки Седр (фр. Seudre).
Размеры около 25 миль с севера на юг, 6−15 миль с запада на восток. Площадь акватории около 240 кв. миль. Глубины 3,6−27 м (2−15 фатом). Прилив полусуточный, неправильный, высота от 5,4 до −0,6 м.
В южной части дает хорошее укрытие от ветров всех направлений, в северной (Антиош) удовлетворительное укрытие от SW и NW, слабое от преобладающих W ветров.
Как и весь Бискай, характерен частыми штормами от W, большим количеством рифов, мелей и осушек. На восточном побережье остров Олерон, в устье Седр и Шаранты и в районе Бруаж имеются обширные устричные отмели, скрытые в высокую воду.
В истории известен морским боем времён Наполеоновских войн между англичанами и французами, произошедшим в апреле 1809 года. Кроме того, в 1757 году здесь произошёл неудачный набег англичан на Рошфор во время Семилетней войны.
Широко развит туризм (возле Иль-д’Экс находится форт Байярд) и парусный спорт. Самый крупный его центр — Ла-Рошель.